# Мистербјанко
Мистербјанко (итал. Misterbianco) је насеље у Италији у округу Катанија, региону Сицилија.
Према процени из 2011. у насељу је живело 45542 становника. Насеље се налази на надморској висини од 153 м.

## Становништво
Према резултатима пописа становништва 2011. у општини је живело 47.356 становника.
| 1951.  | 1961.  | 1971.  | 1981.  | 1991.  | 2001.  | 2011.  |
| ------ | ------ | ------ | ------ | ------ | ------ | ------ |
| 12.703 | 15.554 | 18.836 | 29.858 | 40.785 | 43.995 | 47.356 |